# Abdel Rahman Aref
Pour les articles homonymes, voir Aref.
Abdel Rahman Aref (arabe : عبد الرحمان عارف, également retranscrit Abdul Rahman Arif) (né le 14 avril 1916 à Bagdad et mort le 24 août 2007 à Amman, Jordanie) est président de l'Irak du 16 avril 1966 au 17 juillet 1968.

## Biographie
Ce soldat de carrière a soutenu le coup d'État militaire mené en 1963 par son frère, Abdel Salam Aref. Son frère l'a nommé chef d'État-major de l'armée irakienne. À la mort de son frère lors d'un accident d'hélicoptère, il est devenu président temporaire de la république irakienne. Mais trois jours plus tard, des chefs militaires l'ont soutenu pour qu'il puisse rester au poste de président.
Il a été nommé président par le Conseil révolutionnaire, globalement et malgré son nationalisme, il a mené la même politique que son frère.
Le 16 juillet 1968, alors qu'il dormait, il est renversé par Ahmad Hassan al-Bakr, membre du Parti Baas.
Le coup d'État a été accompli après que son ministre de la défense, Hardan Al-Tikriti lui a téléphoné pour lui annoncer la nouvelle. Après le coup d'État, il s'exile en Turquie.
Il est revenu en Irak en 1979, lors de l'accession au pouvoir de Saddam Hussein. Cependant, il était absent de la vie politique et publique irakienne. Le gouvernement lui a permis de quitter le pays, pour qu'il puisse faire son pèlerinage à La Mecque.